# Chicomecoatl

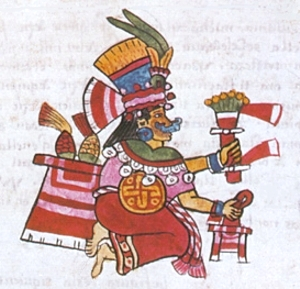
Illustrazione di Xilonen

Chicomecoatl [trad."7-Serpente; pron."Cicomecoatl"] era, nella mitologia azteca una delle dee della terra e delle messi, in particolare del mais. 
Era la controparte femminile del dio Centeotl. 
Stando all'opera "Historia general de las cosas de Nueva Espana", del francescano Bernardino de Sahagún, nel quarto dei diciotto periodi di venti giorni, che componevano l'anno solare azteco, detto "Huey Tozoztli" [trad. "Grande Veglia"], si svolgeva l'omonima festa in onore della dea, durante la quale i ricchi e i nobili aztechi si recavano al suo tempio, ed inscenavano, innanzi all'idolo, delle scaramucce, simili ad una battaglia.
Successivamente a questo tutte le ragazze portavano in processione al tempio le spighe di mais dell'anno precedente, le presentavano al simulacro e, dopodiché, le riportavano a casa, considerandole materia consacrata, da cui si sarebbero dovute prelevare le sementi da seminare l'anno successivo.
A conclusione della celebrazione, le stesse ragazze realizzavano, nell'atrio del santuario, un'immagine della divinità, con della pasta di semi d'amaranto, che onoravano tramite l'offerta di mais, fagioli e chia (salvia hispanica).